# La Braye
La Braye är en bergstopp i Schweiz.   Den ligger i distriktet Monthey och kantonen Valais, i den sydvästra delen av landet, 80 km sydväst om huvudstaden Bern. Toppen på La Braye är 1 788 meter över havet, eller 175 meter över den omgivande terrängen. Bredden vid basen är 0,33 km.
Terrängen runt La Braye är bergig västerut, men österut är den kuperad. Runt La Braye är det ganska tätbefolkat, med 96 invånare per kvadratkilometer..  
I omgivningarna runt La Braye växer i huvudsak blandskog.